# 阮世治
阮世治（越南语：／；1804年—？），越南阮朝官員，廣治提領阮世振之子。

## 生平
阮世治是廣治省肇豐府登昌縣安留總香料社（今屬廣治省肇豐縣）人，嘉隆三年（1804年）出生。明命十五年（1834年），阮世治參加承天場鄉試，考中舉人。次年（1835年），考中乙未科進士。初任翰林院編修。明命十七年（1836年），派往平定候補。明命十八年（1837年），權理安仁府事務，不久正式任該府知府。後陞主事銜，任南義道御史。明命二十一年（1840年），陞署禮科掌印。紹治元年（1841年），任安江按察使，後轉永隆按察使。紹治三年（1843年），返鄉丁憂，不久去世。
明命十六年以前，廣治省從未出過進士，阮德懽和阮世治在乙未科同時考中黃甲第三甲，開廣治省進士先河。

## 子女
兒子阮世汛曾任香山縣知縣。